# Palme
Palme é uma povoação portuguesa sede da Freguesia de Palme do Município de Barcelos, freguesia com 8,32 km² de área e 1045 habitantes (censo de 2021), tendo, por isso, uma densidade populacional de 125,6 hab./km².

## Demografia
Nota: Nos anos de 1864 e 1878 tinha anexada a freguesia de Feitos, sendo designada por Palme e Feitos. Foi desanexada desta freguesia por alvará do Governo Civil de 27/12/1904, publicado no Diário do Governo de 30/12/1904.
A população registada nos censos foi:
| Distribuição da População por Grupos Etários | Distribuição da População por Grupos Etários | Distribuição da População por Grupos Etários | Distribuição da População por Grupos Etários | Distribuição da População por Grupos Etários |
| -------------------------------------------- | -------------------------------------------- | -------------------------------------------- | -------------------------------------------- | -------------------------------------------- |
| Ano                                          | 0-14 Anos                                    | 15-24 Anos                                   | 25-64 Anos                                   | > 65 Anos                                    |
| 2001                                         | 244                                          | 176                                          | 518                                          | 134                                          |
| 2011                                         | 176                                          | 166                                          | 573                                          | 158                                          |
| 2021                                         | 139                                          | 134                                          | 608                                          | 164                                          |

## Brasão
O brasão da freguesia de Palme foi aprovado numa sessão ordinária da Assembleia de Freguesia de 5 de Maio de 1997 e publicado no mesmo ano. O seu brasão é constituído por: um escudo azul; uma aspa em referência à cruz de Santo André; dois ramos de palmeira em torno da aspa, fazendo alusão à origem remota da freguesia relacionada com o acolhimento de peregrinos; uma coroa com três torres e um listel branco com a designação: "Palme". A bandeira é amarela.

## Património

### Mosteiro de Palme

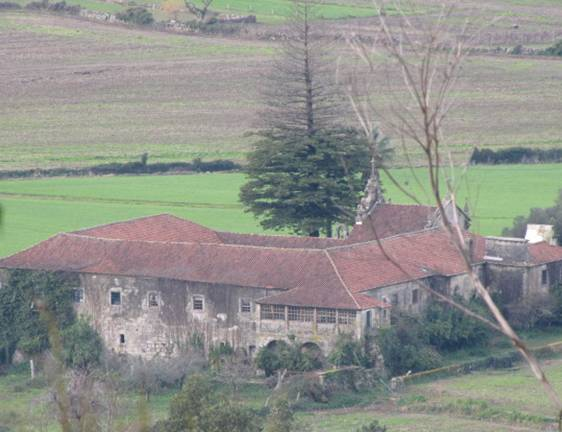
Mosteiro de São Salvador de Palme

O Mosteiro de São Salvador de Palme é um antigo mosteiro beneditino que se ergue num espaço rural, localizado atual e administrativamente na freguesia de Aldreu. Este teve um papel preponderante no povoamento da região do Vale do Neiva e exerceu couto e direito de apresentação em freguesias como Santiago de Aldreu, Santo André de Paivães, São Salvador de Palme e influência em terras como S. Bartolomeu do Mar e Santa Marinha de Forjães. 
Embora não haja certezas quanto à sua data de origem, acredita-se que este mosteiro iniciou as suas funções religiosas em 1028/29 estendendo as suas atividades até 1834, ano em que se deu o seu encerramento, devido a um decreto-lei publicado que marcou o fim das ordens religiosas em Portugal. 
De acordo com a obra "Beneditina Lusitânia", este foi construído por um nobre fidalgo Lovesendo, filho de Sazi, que terá entregue o mosteiro à Ordem de São Bento, atribuindo-lhes propriedades e rendas para se sustentarem. Daí seguiu as suas funções religiosas e administrativas, sendo referenciado em diferentes marcos históricos como as Inquirições de 1220. Passou por altos, como no século XVIII onde sofreu algumas reformas, e por baixos, exemplo da gestão ruinosa por parte dos abades comendatários. Após o seu encerramento, foi vendido em hasta pública para a família Fonseca Moniz, preservando-se lá o túmulo de José Maria da Fonseca Moniz, 1º barão de Palme.
Hoje, perde-se na "memória dos tempos", preservando-se uma pequena capela e todo um edifício que foram sobrevivendo ao esquecimento, guardando em si um requintado valor patrimonial, na comunhão de diversos estilos e elementos artísticos que marcaram Portugal, desde o gótico, gótico-manuelino, maneirismo, entre outros. 

### Igreja Paroquial de Santo André de Palme

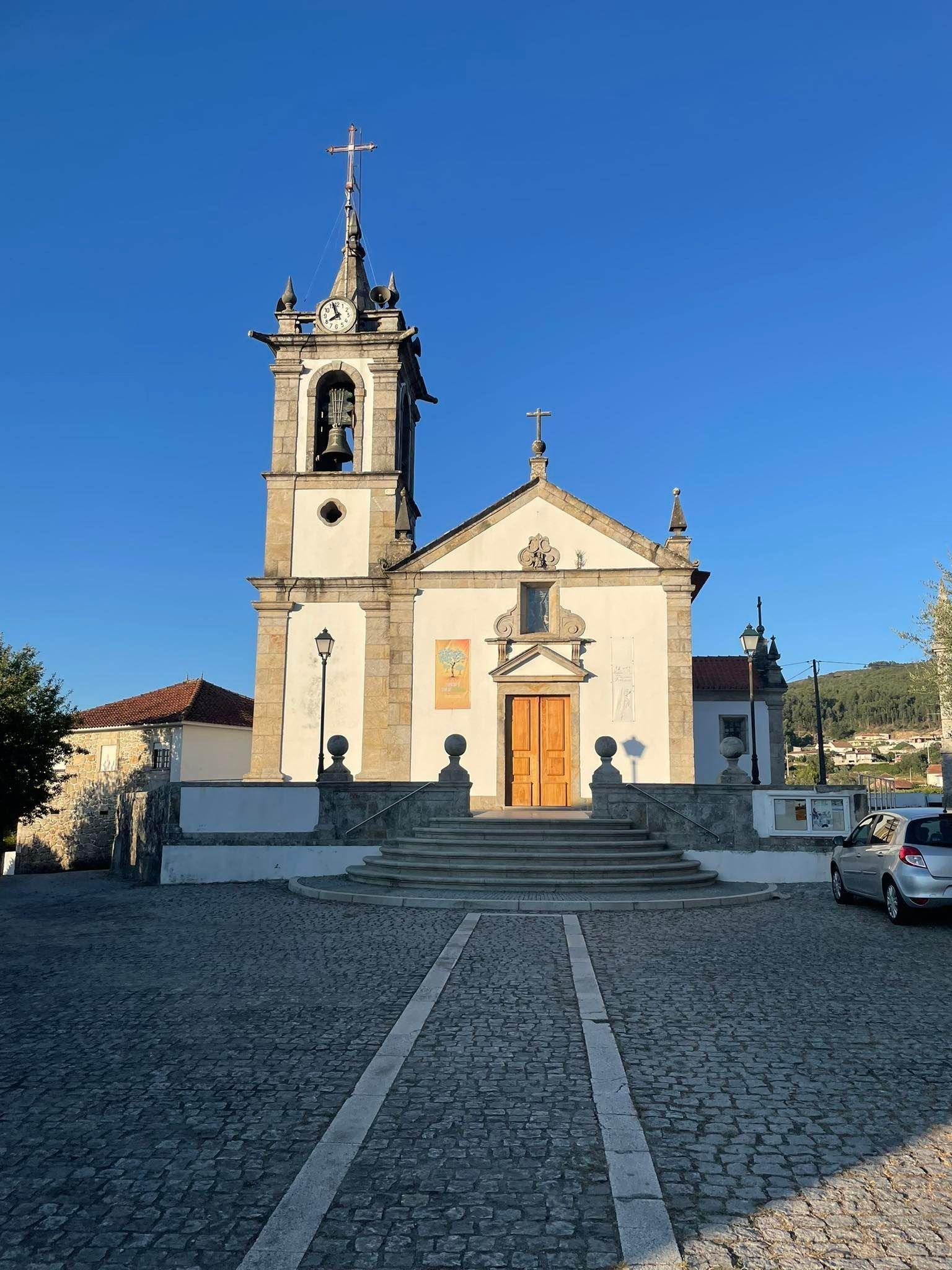
Igreja de Santo André de Palme

A atual Igreja de Palme localiza-se num antigo terreno pertencente à Quinta do Calvário (que fica mesmo ao lado do adro) onde, segundo se conta, estava a sepultura de um frade. Construída durante o século XVIII, pelo mestre Domingos Cardoso, a sua arte e arquitetura tem base na corrente artística do Barroco que prosperou na época do Antigo Regime e do Absolutismo régio. No seu exterior, apesar dos elementos não chamarem tanto a atenção, é possível observar num nicho, por cima de uma arquitrave, a figura em pedra do padroeiro Santo André, que de acordo com Teotónio da Fonseca, havia pertencido ao edifício religioso antigo. Do mesmo modo é observável na peanha a data que possivelmente foi inaugurada (1725). Já do lado esquerdo, ergue-se uma torre retangular que é portadora de um enorme sino e de uma pequena balaustrada no topo.
O interior é marcado com um altar-mor onde se sobressai um retábulo antigo e 5 outros altares portadores de imagens sagradas assim se destaca o brilho da talha dourada própria do Barroco. Constituído por uma câmara principal que se estende até à magnífica e única capela-mor, do lado direito ainda é-nos permitido contemplar a capela da Senhora do Perpétuo Socorro e Santo António.

### Capela de Nossa Senhora dos Remédios
Localizada num belo local, esta capela oferece uma ampla visão sobre a freguesia de Palme e as terras vizinhas. Apesar da simplicidade do edifício, a sua localização oferece tranquilidade e prazer por quem lá passa. Este espaço sofreu diversas alterações urbanísticas ao longo dos tempos, sendo hoje completamente modernizado e diferente. Podemos referir que ao lado deste monumento se encontrava um simples coreto ou do mesmo modo mencionar que o significativo escadório, que atualmente é visível, não existia. Este santuário foi construído como forma de honrar a Nossa Senhora dos Remédios, onde anualmente ocorrem festividade no 3º domingo do mês de agosto.

### Capela do Senhor dos Aflitos e Boa Fortuna
Localizada no Largo do Senhor dos Aflitos, este é mais um dos monumentos religiosos desta terra. Sendo constituído por um amplo adro, este local teve algumas alterações desde o século XVIII. De acordo com as fontes da junta de freguesia este local transformou-se de um pequeno nicho com um pequeno alpendre, para uma bela e simples capela e um espaço modernizado. Ao lado deste edifício encontra-se a Quinta do Calvário que alberga um espaço grande e calmo.

### Capela de S. Vicente
Atualmente em ruínas, no lugar de Bustelo.

### O planalto da Figueiró
Este planalto de elevado interesse arqueológico é partilhado geograficamente pelas freguesias de Palme, Feitos, Vila Cova e Vila Chã. Nesta área já foram encontrados vestígios das primeiras comunidades que por aqui deixaram os seus testemunhos, desde menires e mamoas (antas). Portanto, está a tratar-se de artefactos que datam de aproximadamente seis mil anos atrás. Este é um dos centros megalíticos do Norte de Portugal.
As mamoas eram sepulturas coletivas, construídas com grandes pedras ao alto e com uma laje larga a servir de tampa. No corredor eram deixados os mortos e após isso eram enterradas. Em Palme, algumas foram registadas: duas no Souto Cerquido e junto ao Sobreiro do Rei, perto da Estrada Nacional 103; quatro entre o lugar de Bustelo e de Sião (lugar de Feitos); duas do lado dos Feitos, embora destruídas.
Os menires, por sua vez, eram esteios fincados no chão, com forma cilíndrica, servindo de marco no terreno ou estando ligados à ritualização. Alguns já foram registados, principalmente nas divisões territoriais entre Palme e Feitos. Estes ficaram conhecidos como Marco da Zarelha e Pedra do Coelho.

### Gravuras do Monte de São Gonçalo
As gravuras fazem parte de uma rede complexa de cerca de sete dezenas de rochas gravadas, datadas entre 5000 e 2000 anos antes do presente, e que estão relacionadas com a sacralização do Monte de São Gonçalo pelos habitantes da região, durante a Idade do Bronze e a Idade do Ferro.
Os arqueólogos identificaram cerca de três dezenas de rochas com gravuras que datam de há cinco mil anos, desde a época do Calcolítico até à Idade do Bronze. Os achados estão distribuídos pela encosta noroeste do Monte de São Gonçalo, entre as freguesias de Palme e de Aldreu.
O conjunto constitui um grande santuário rupestre.
Cláudio Brochado garante: “o conjunto constitui um grande santuário rupestre, um dos maiores do Norte de Portugal”. As primeiras rochas gravadas foram identificadas nas Chãs de Palme, em 2012, mas só com o alargamento da prospeção às zonas envolventes se percebeu a quantidade e a distribuição das gravuras pelas diferentes plataformas do Monte, assim como a qualidade e a diversidade dos temas gravados.
As gravuras já tinham sido referenciadas, em 2012, pelo arqueólogo Tarcísio Maciel, do Grupo de Estudos de Neiva, e foram posteriormente objeto de investigação no âmbito dos trabalhos de prospeção arqueológica realizados para a Carta Arqueológica Municipal.

## Cultura e Associativismo

### Grupo de Danças e Cantares "As Gamelinhas de Palme"

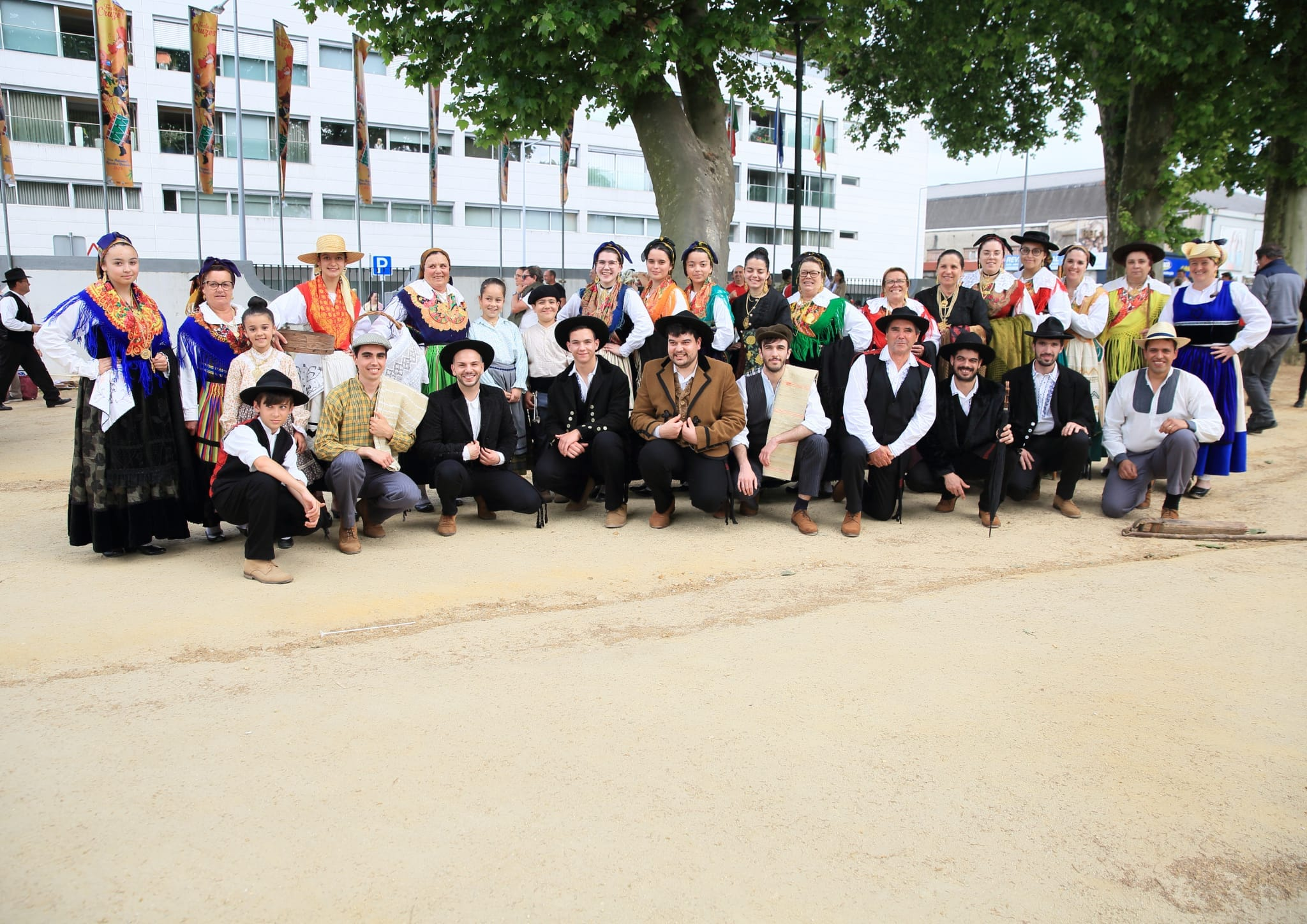
Grupo de Danças e Cantares "As Gamelinhas de Palme"

A 26 de fevereiro de 1986, na freguesia de Palme, surge no meio da ruralidade um grupo recreativo de danças e cantares batizado com aquilo que se considera o ex-libris do artesanato palmense: As Gamelinhas. Sendo assim este é designado por: Grupo de Danças e Cantares "As Gamelinhas de Palme". Divulgando desde então os usos e costumes, danças e cantares, em quase todo o país e até ultrapassando fronteiras com países vizinhos, este foi fundado por figuras como Justino de Sá Gomes, José Rodrigues da Silva e Jorge Manuel Barroso de Miranda.
Do seu reportório sobressaem-se lindas cantigas outrora cantadas em Palme e arredores, que na sua maioria referem-se às atividades do meio rural, o que de facto representa bem a nossa freguesia.  A mocidade das gerações anteriores e a população, como forma de entretenimento e de refugar o ardor do duro trabalho na lavoura, formavam lindos cânticos quer fosse nas próprias rematações, festividades, romarias e campos. São de salientar cantares, alguns deles tão características do folclore minhoto, como o Vira Trespassado, o Vira da Nossa Terra, a Chula Batida, a Cana Verde Desgarrada, a Lavradeira, a Menina que vais à fonte, Vira Velho, entre outros. 
Faz-se apresentar com magníficos e valiosos trajes, alguns com peças antiquíssimas e outras com reproduções criadas a partir de trajes anteriores, testemunhas e fotografias. Representando vestes que numa harmonia policromática, fundindo o vermelho, amarelo, verde, azul, preto, entre outros, trazem a alegria e conforto ao povo que assiste. Estes variam de acordo com o estatuto das personalidades e funções que as mesmas exerciam como: mordoma, lavradeira rica, domingar, feira, trabalho e ir à fonte.

## Desporto
Palme Futebol Clube (Futebol de 11 - Campeonato Popular de Barcelos).